# Lillgöl (Västrums socken, Småland)
Lillgöl är en sjö i Västerviks kommun i Småland och ingår i Botorpsströmmen-Marströmmens kustområde. Sjön har en area på 0,0338 kvadratkilometer och ligger 14 meter över havet.

## Delavrinningsområde
Lillgöl ingår i det delavrinningsområde (639032-154859) som SMHI kallar för Rinner mot Grönvållsfjärden. Medelhöjden är 20 meter över havet och ytan är 1,87 kvadratkilometer. Det finns inga avrinningsområden uppströms utan avrinningsområdet är högsta punkten. Avrinningsområdets utflöde mynnar i havet, utan att ha någon enskild mynningsplats. Avrinningsområdet består mestadels av skog (96 procent). Avrinningsområdet har 0,03 kvadratkilometer vattenytor vilket ger det en sjöprocent på 1,8 procent.